# Hemicycla glasiana
Hemicycla glasiana es una especie de molusco gasterópodo de la familia Helicidae en el orden de los Stylommatophora.

## Distribución geográfica
Es  endémica de Gran Canaria, en las Canarias (España).